# Kappa曲线

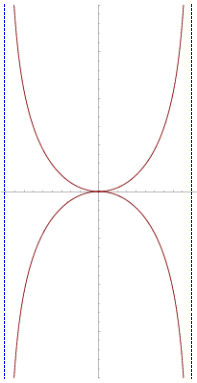
Kappa曲线有二條垂直的漸近線

Kappa曲线（kappa curve）也稱為Gutschoven曲線（Gutschoven's curve），是外形類似希臘字母ϰ的二維代數曲線，Gérard van Gutschoven在1662年就開始研究此一曲線。Kappa曲线是伊萨克·巴罗第一批用rudimentary calculus來判斷曲線切線的曲線之一。艾萨克·牛顿及約翰·白努利後來也有研究過此曲線。
Kappa曲线在笛卡兒座標系下的方程為
{\displaystyle x^{2}(x^{2}+y^{2})=a^{2}y^{2}}
其參數方程為
{\displaystyle {\begin{aligned}x&=a\sin t,\\y&=a\sin t\tan t.\end{aligned}}}
极坐标系的方程簡單很多
{\displaystyle r=a\tan \theta .}
Kappa曲线有二條垂直的漸近線，為{\displaystyle x=\pm a}，在右圖中以虛線表示。
Kappa曲线的曲率：
{\displaystyle \kappa (\theta )={\frac {8(3-\sin ^{2}\theta )\sin ^{4}\theta }{a(\sin ^{2}(2\theta )+4)^{\frac {3}{2}}}}.}
切線角為：
{\displaystyle \phi (\theta )=-\arctan \left({\tfrac {1}{2}}\sin(2\theta )\right).}

## 外部連結
- 埃里克·韦斯坦因. . MathWorld.
- A Java applet for playing with the curve（页面存档备份，存于）
- 約翰·J·奧康納; 埃德蒙·F·羅伯遜, ,  （英语）